# Frühlings-Rispengras
Das Frühlings-Rispengras (Poa infirma, Syn.: Ochlopoa infirma (Kunth) H.Scholz) ist eine Pflanzenart der  Gattung der Rispengräser (Poa) innerhalb der Familien der Süßgräser (Poaceae). Die Art Poa infirma ist in der Mittelmeerregion und Westeuropa heimisch; sie wurde von dort aus in viele Regionen, so nach Nord- und Südamerika, Australien, Neuseeland eingeschleppt und eingebürgert. Sie tritt in Mitteleuropa nur selten und unbeständig auf.

## Beschreibung

### Vegetative Merkmale
Das Frühlings-Rispengras ist eine einjährige krautige Pflanze. Sie bildet lockere niedrige Horste mit schmaler Basis. Als Wuchshöhe der aufsteigenden bis aufrechten, oft geknieten Halme werden 2 bis 18 bzw. 5 bis 25 Zentimeter oder 1 bis 25 Zentimeter angegeben. Die zarten und weichen Halme dieses blassgrünen Grases sind überwiegend fruchtbar (fertil). Die Halme sind glatt, rundlich oder abgeflacht, die Laubblätter mit einer auf etwa einem Drittel ihrer Länge geschlossenen Blattscheide, das Blatthäutchen 0,5 bis 3 Millimeter lang, am oberen Ende stumpf. Die Blattspreiten sind ausgebreitet oder längs eingefaltet, 1 bis 7 bzw. 2 bis 8 Zentimeter lang und 1 bis 3 Millimeter breit mit kahnförmiger Spitze.

### Generative Merkmale
Das Frühlings-Rispengras bildet einen rispigen Blütenstand. Die offene Rispe ist in Nordamerika 1 bis 6, in China 2 bis 10 Zentimeter lang, mit langgestreckt eiförmigem bis rhombischem Umriss, immer länger als breit. Am untersten Knoten sitzen ein bis drei (bis fünf) Rispenäste, die gerade und aufsteigend (nicht waagrecht ausgebreitet) sind, die längsten Äste mit fünf bis neun, selten bis zu zehn moderat gedrängten Ährchen. Die Ährchen sind 3 bis 4, selten bis zu 5 Millimeter lang (in Europa meist kleiner) abgeflacht und lanzettlich, mit selten drei oder vier, meist fünf bis sechs Blüten, deren äußere (distale) oft rein weiblich sind, die Blüten an der Achse ein wenig voneinander entfernt bis wenig überlappend. Ihre Hüllspelzen sind ungleich und gekielt, die untere ein-, die obere dreinervig. Die Deckspelzen sind bei einer Länge von 2 bis 2,5 Millimetern lanzettlich und gekielt mit dicht behaarten Nerven.
Vom nahe verwandten und sehr ähnlichen Einjährigem Rispengras Poa annua ist das Frühlings-Rispengras am besten unterscheidbar an den kleineren Ährchen und den aufgerichteten, niemals flach ausgebreiteten unteren Rispenästen.
Als Blütezeit werden für Spanien Oktober bis Mai angegeben, in China Mai bis August. In England blüht sie ganzjährig.

## Vorkommen
Das Frühlings-Rispengras wurde zuerst anhand von Material aus den Anden, nahe Bogotá in Kolumbien, in einer Höhenlage von etwa 1360 Metern, erstbeschrieben, aber es ist tatsächlich eine auf dem amerikanischen Kontinent eingeführte Art und stammt aus Europa. Frühlings-Rispengras kommt vor in West- und Südeuropa (mediterran-atlantische Verbreitung), im Westen nördlich bis in den Süden Englands (wo sie als indigen eingeschätzt wird). Aus Irland liegt nur ein Einzelfund 1987 in einem Garten vor. Im Süden erreicht die Verbreitung Nordafrika. Die Ostgrenze der Verbreitung ist unklar. Die Vorkommen im Iran, in Indien (im Himalaya) und in China werden ebenfalls als indigen eingeschätzt. In Europa hat die Art Vorkommen in Portugal, Spanien, Frankreich, Großbritannien, Italien, Kroatien, Ukraine, Nordmazedonien, Griechenland und in der Türkei. In den Niederlanden und in Österreich kommt sie eingeschleppt vor.
Aus Nordamerika liegen Funde vor allem aus dem Westen, nördlich bis British Columbia, über Kalifornien, Georgia und Oregon bis Baja California in Mexiko vor. In Südamerika kommt sie im Westen, südlich bis Argentinien und Chile, vor. Weitere eingeschleppte Populationen kommen in Australien und Neuseeland vor.
Das Frühlings-Rispengras kommt in Mitteleuropa selten adventiv vor. In Österreich wurde das Frühlings-Rispengras mehrfach in Wien nachgewiesen. Nachweise für die deutsche und Schweizer Flora fehlen bislang.
Das Frühlings-Rispengras wächst im Kulturland, oft an beschatteten Standorten mit offener, gestörter Vegetationsdecke, zum Beispiel entlang von Trampelpfaden. Sie gedeiht meist an sandigen Standorten.

## Genetik
Die ähnliche, viel weiter verbreitete Art Einjähriges Rispengras (Poa annua) ist eine allotetraploide Art, die aus den diploiden Arten Frühlings-Rispengras (Poa infirma) und Läger-Rispengras (Poa supina) entstanden ist. Dies wurde zuerst anhand von genetischen Versuchen von Thomas Gaskell Tutin aus dem Jahr 1957 postuliert und, nach zwischenzeitlich aufgekommenen Zweifeln, durch moderne Untersuchungen des Kern- und Plastiden-Genoms klar bestätigt.

## Taxonomie
Das Frühlings-Rispengras wurde 1816 von Karl Sigismund Kunth in Nova Genera et Species Plantarum Seite 1 erstbeschrieben. Die Art wurde 2003 von Hildemar Scholz in Bericht Institut für Landschafts- und Pflanzenökologie Universität Hohenheim. Beiheft 16, Seite 59 als Ochlopoa infirma (Kunth) H.Scholz in die Gattung Ochlopoa gestellt.